# Мосты Ишимбая
Мосты Ишимбая — мостовые переходы, путепроводы в городе Ишимбае Республики Башкортостан.
В городе имеются мосты:
- через реку Белую — один автомобильный мост,
- через р. Тайрук — 3 автомобильных и 4 пешеходных,
- через р. Терменьелгу — 2 автомобильных моста,
- через ручей Бузайгыр — 3 автомобильных и 1 пешеходный мост,
- через ручей Сараж — автомобильный и пешеходный мосты,
- через ручей Сикул — автомобильный мост.

Первый мост через Белую был построен целиком из дерева. Сохранились деревянные сваи возле нового моста.
В 1951 году введён в строй железобетонный мост, длина которого 344 метра, ширина проезжей части составляла 7 метров и 1,5 метра занимали тротуары. В настоящий момент закрыт.
В 1978 году введён в эксплуатацию новый железобетонный мост через Белую, рядом с недействующим. Длина его 338,85 метра, ширина проезжей части 9,5 метра, тротуары по 1,5 метра. В 2015—2016 гг. производился ремонт моста на правой части моста были отремонтированы 10 опор, полностью заменено дорожное покрытие, демонтированы и заменены крайние балки в пролетах № 1, 3 и 10.
В генеральных планах соседних городов Стерлитамака и Салавата запланировано строительство автомостов на Ишимбай.

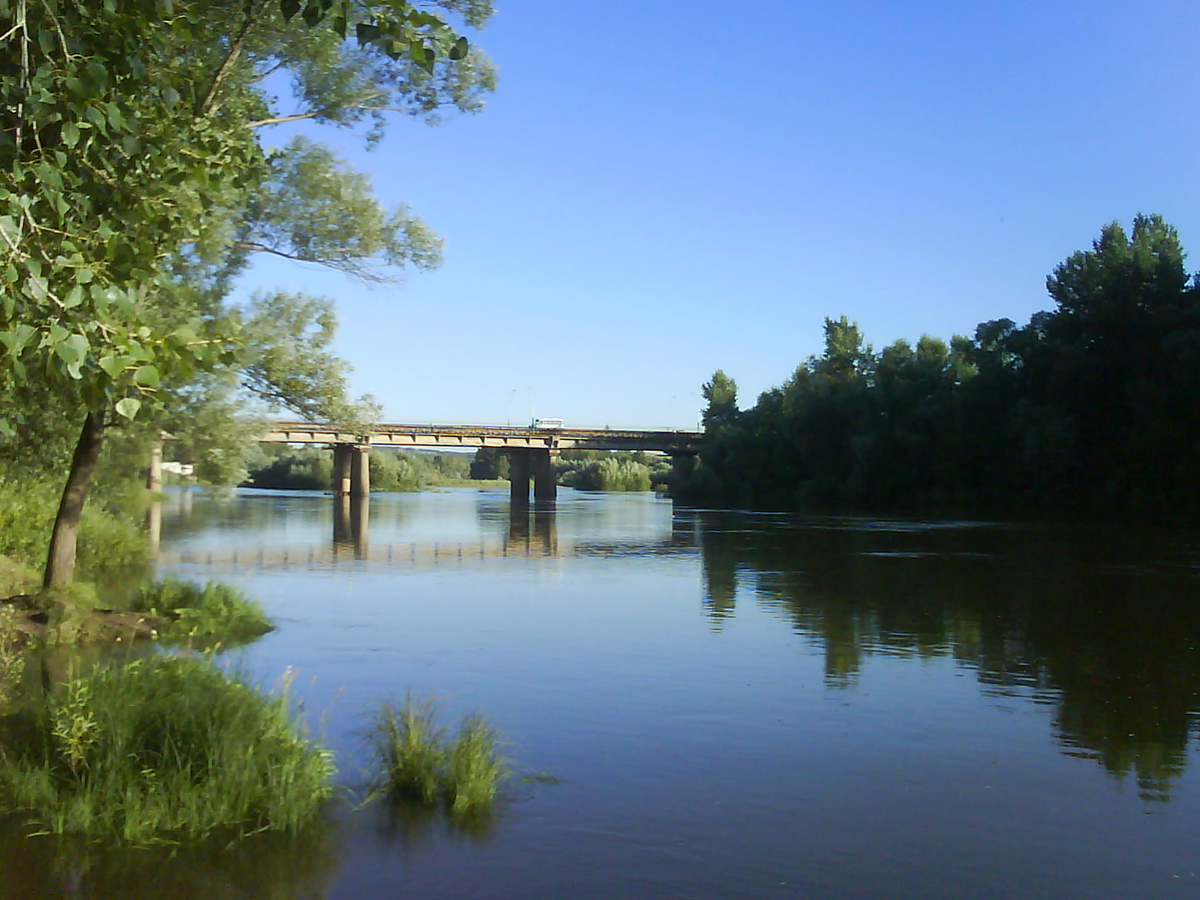
Старый мост через реку Белая в районе автовокзала.
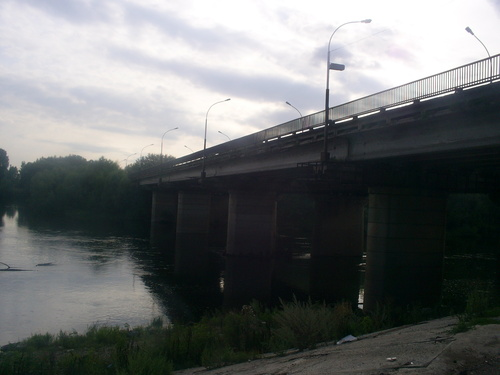
Новый мост через реку Белая в районе автовокзала
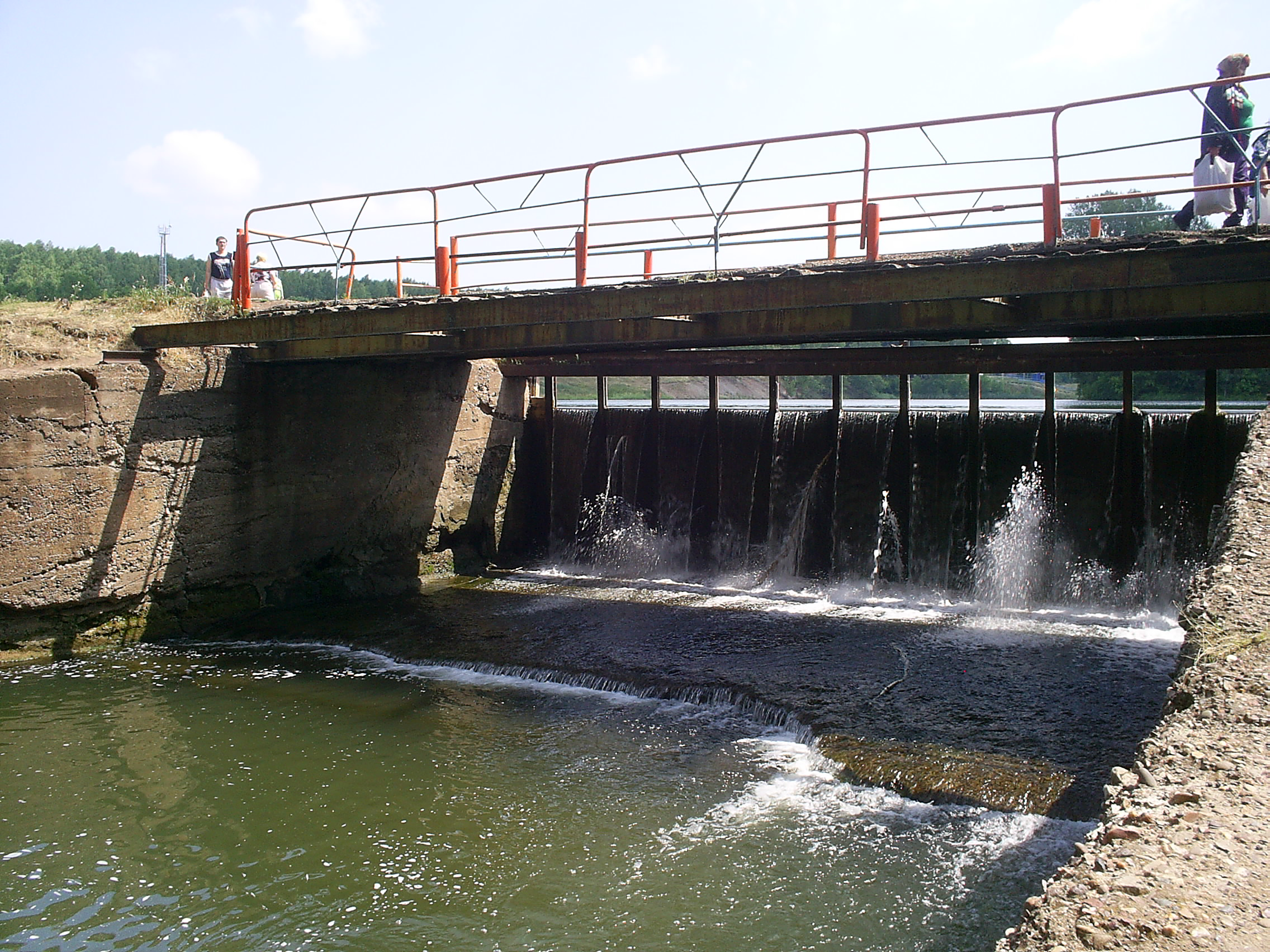
Пешеходный мост по дамбе через р.Тайрук
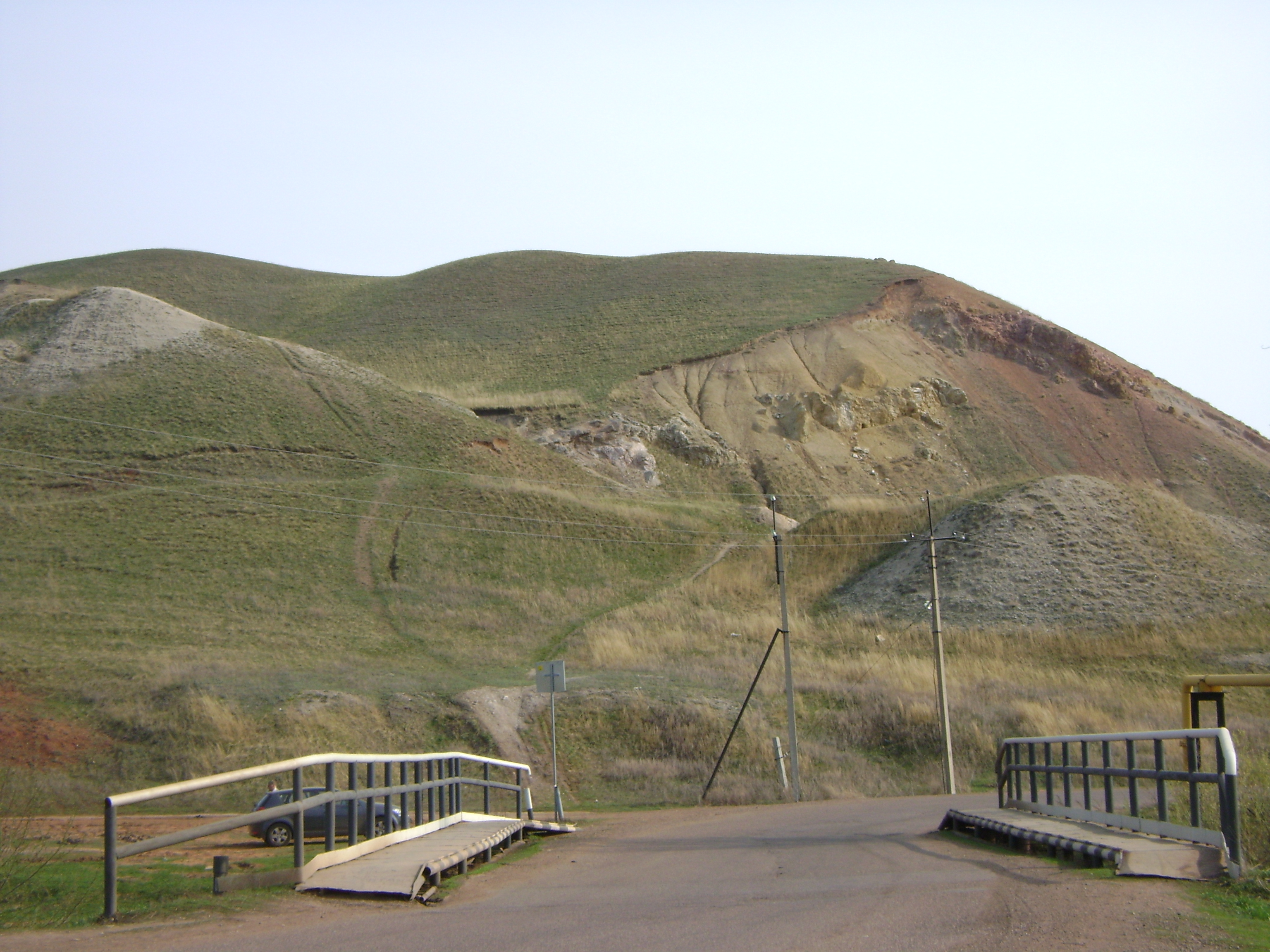
Автомобильный мост через р.Тайрук